# Андрій Лях (Велике князівство Литовське)
Андрі́й Лях (пол. Andrzej Lach, рос. Андрей Лях) — козацький ватажок з Великого князівства Литовського.

## Короткі відомості
Андрій Лях згадується в «Истории Российского государства с древнейших времен» С. Соловйова, як приклад ватажка черкасів — українських козаків литовського підданства, які нападали на московитів у другій половині 16 століття в українських степах.
У 1568 (?) році Андрій Лях з козаками ясновельможного Дмитра Вишневецького вчинив напад в степу за Самарою на московського гінця  з тюркського роду Змєєва, який їхав до Кримського ханства. З цим гінцем, за звичаєм, йшов разом із кримським, а також були турецькі і вірменські купці. Козаки Андрія Ляха вбили 13 турків та вірмен, а трьом відрубали руки за те, що вони купують в Москві полонених, походженням із литовського князівства.